# Плесс (Німеччина)
Плесс (нім. Pleß) — громада в Німеччині, знаходиться в землі Баварія. Підпорядковується адміністративному округу Швабія. Входить до складу району Унтеральгой. Складова частина об'єднання громад Бос.
Площа — 15,38 км2. Населення становить 886 ос. (станом на 31 грудня 2020).